# Carolin Babcock

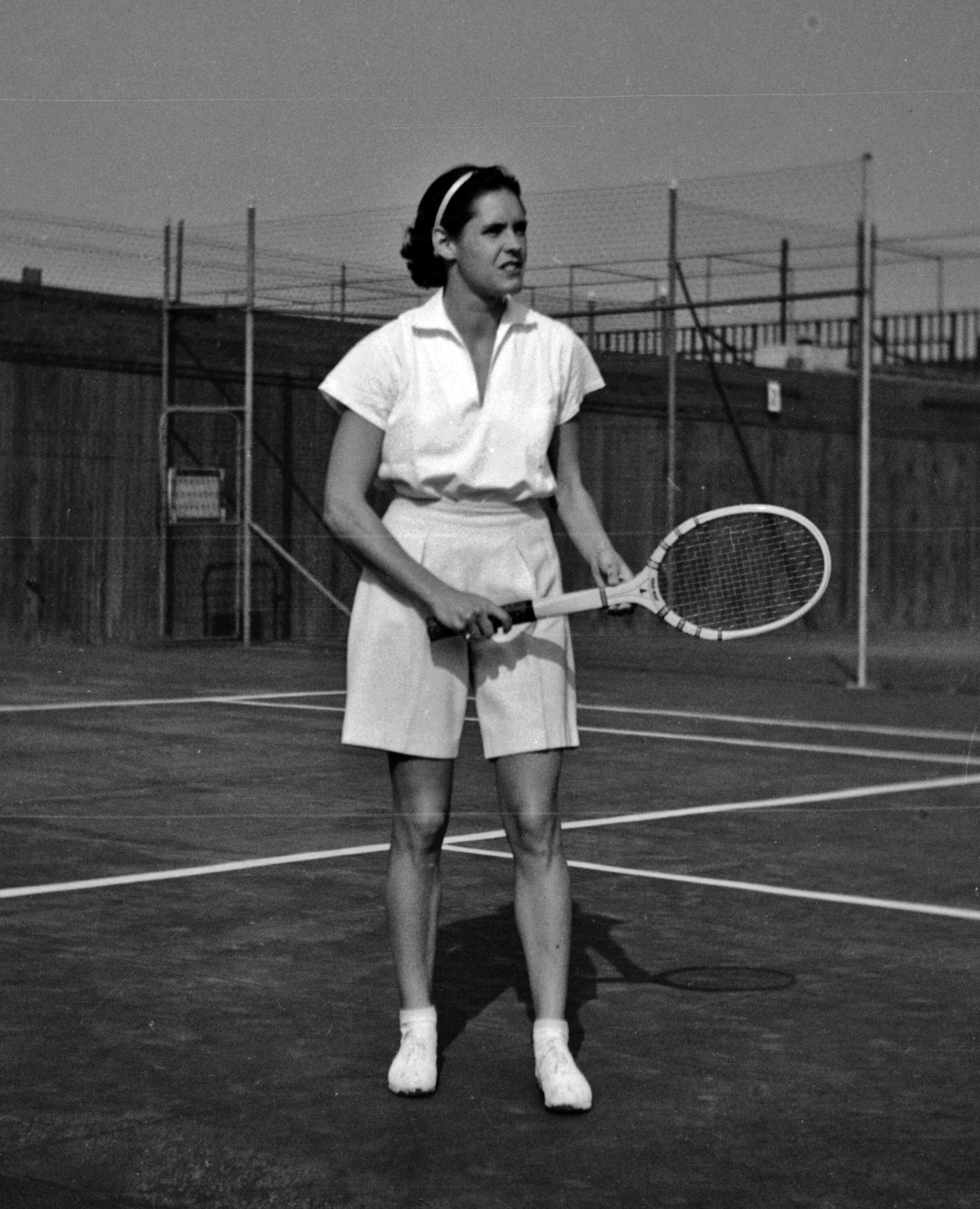
Carolin Babcock (1936)

Carolin Babcock Stark (* 26. Mai 1912; † 25. März 1987 in Southampton, New York) war eine US-amerikanische Tennisspielerin.

## Leben und Karriere
Babcock erreichte 1932 das Einzelfinale der US-amerikanischen Tennismeisterschaften (heute US Open), verlor dieses aber gegen Helen Jacobs glatt in zwei Sätzen mit 2:6, 2:6.
Im Jahr 1936 gewann sie mit ihrer Landsfrau Marjorie Van Ryn das Damendoppel im selben Major-Turnier. Sie bezwangen im Finale Helen Jacobs und Sarah Palfrey Fabyan in drei Sätzen mit 9:7, 2:6, 6:4. Zudem stand sie in den Jahren 1934, 1935 und 1937 im Doppelfinale von New York, verlor jedoch alle drei Endspiele.
In den Jahren 1932 und 1934 war Babcock die Nummer drei in den USA und zwischenzeitlich unter den Top 10 weltweit (1934 und 1936).
Carolin Babcock war mit Richard Salisbury Stark verheiratet. Die Amerikanerin starb 1987 im Alter von 74 Jahren in New York an den Folgen eines Schlaganfalls.